# Jozef Chovanec
Jozef Chovanec (ur. 7 marca 1960 w Dolnych Kočkovcach) – czechosłowacki piłkarz i trener piłkarski pochodzenia słowackiego, podczas kariery występował na pozycji obrońcy lub pomocnika. Działacz piłkarski. W latach 80. był jednym z najskuteczniejszych i najbardziej znanych zawodników czechosłowackich; apogeum jego kariery piłkarskiej przypadł na okres spędzony w Sparcie Praga, w ciągu którego zdobył pięć tytułów mistrza kraju, trzy Puchary oraz tytuł najlepszego piłkarza Czechosłowacji (1986), ponadto z reprezentacją, w której barwach rozegrał 52 mecze, dotarł do ćwierćfinału Mundialu 1990. Po upadku komunizmu wyjechał do PSV Eindhoven, gdzie kontynuował udaną passę. Owocami trzyletniego pobytu w Holandii są trzy tytuły mistrza tego kraju oraz dwa zwycięstwa w rozgrywkach o Puchar. Piłkarską karierę Chovanec zakończył w wieku trzydziestu pięciu lat w barwach Sparty. Od 2012 roku jest trenerem Baniyas SC.
Niedługo potem rozpoczął pracę szkoleniową, także w Sparcie. Udany sezon 1997–1998, uwieńczony mistrzostwem kraju oraz nagrodą dla najlepszego szkoleniowca w Czechach, otworzył mu drogę do stanowiska selekcjonera reprezentacji Czech. Jego podopieczni wygrali grupę eliminacyjną i jako pierwsi zakwalifikowali się do Euro 2000, jednak na boiskach Belgii i Holandii nie dali rady mistrzom świata Francuzom i gospodarzom Holendrom. Po porażce w kwalifikacjach do Mundialu 2002, Chovanec otrzymał wymówienie. Pracę szkoleniową kontynuował – mało udanie – na Słowacji i w Rosji. Od stycznia 2006 roku jest prezesem Sparty Praga.

## Sukcesy piłkarskie
- mistrzostwo Czechosłowacji 1984, 1985, 1987, 1988, 1989 i 1993, mistrzostwo Czech 1994 i 1995 oraz Puchar Czechosłowacji 1984, 1988, 1989 i 1992 ze Spartą Praga
- mistrzostwo Holandii 1989, 1991 i 1992 oraz Puchar Holandii 1989 i 1990 z PSV Eindhoven

W reprezentacji Czechosłowacji od 1984 do 1992 rozegrał 52 mecze i strzelił 4 gole – uczestnik Mundialu 90.

## Kariera szkoleniowa
Przygodę szkoleniową rozpoczął właściwie w 1997 roku i już pod koniec sezonu mógł się pochwalić dużym osiągnięciem. Po zdobyciu mistrzostwa Czech, objął zwolnione przez Dušana Uhrina stery narodowej reprezentacji.
Czesi w eliminacjach do Euro 2000 nie przegrali żadnego meczu i jako pierwsza drużyna zapewnili sobie udział w turnieju rozgrywanym na boiskach Belgii i Holandii. Podopieczni Chovanca, wśród których byli wówczas zdobywcy wicemistrzostwa Europy sprzed czterech lat (m.in. Pavel Nedvěd, Karel Poborský, Radoslav Látal, Vladimír Šmicer i Patrik Berger), ale również młodsi, rozpoczynający kariery (Jan Koller, Marek Jankulovski, Tomáš Rosický), trafili do grupy ze współgospodarzami turnieju Holandią, ówczesnymi mistrzami świata Francją oraz Danią. W pierwszym spotkaniu ulegli 0:1 „Pomarańczowym”, a jedyny gol padł w kontrowersyjnych okolicznościach: po rzucie karnym podyktowanym (jak się później okazało niesłusznie) w '88 minucie meczu. Po drugiej z rzędu porażce (1:2 z Francuzami) odpadli z mistrzostw. W ostatnim spotkaniu ograli 2:0 Duńczyków. W eliminacjach do kolejnego turnieju – Mundialu 2002 – Czesi pierwsze miejsce w grupie musieli oddać Danii, a sami wystąpili w barażach. Tu jednak, niespodziewanie, przegrali z reprezentacją Belgii. Wkrótce potem Chovanca na stanowisku selekcjonera zmienił Karel Brückner.
Po rozstaniu z kadrą Chovanec w żadnym klubie nie potrafił zagrzać miejsca na dłużej. W 2004 roku był bardzo poważnym kandydatem na trenera warszawskiej Legii. Wszystko podobno było już uzgodnione, ale na przeszkodzie do finalizacji umowy miała stanąć żona Chovanca, która odmówiła wyjazdu do Warszawy. W tym samym roku czeski szkoleniowiec podpisał kontrakt z portugalskim SC Beira-Mar, ale znów wycofał się w ostatniej chwili.
W swoim kraju Chovanec ze względu przede wszystkim na sukcesy piłkarskie cieszy się wielkim poważaniem. Jest człowiekiem-instytucją, oprócz zajęć trenerskich zajmuje się pracą w narodowym związku piłkarskim, jest cenionym komentatorem.
W 2005 roku przez kilka miesięcy pracował w rosyjskim drugoligowcu Kubaniu Krasnodar. W styczniu 2006 roku został prezesem Sparty Praga. Od 2009 roku ponownie pełni funkcję szkoleniowca Sparty.

## Sukcesy szkoleniowe
- mistrzostwo Czech 1998 ze Spartą Praga
- awans do Euro 2000 i start w tym turnieju (faza grupowa) z reprezentacją Czech